# Abduljalil al-Singace

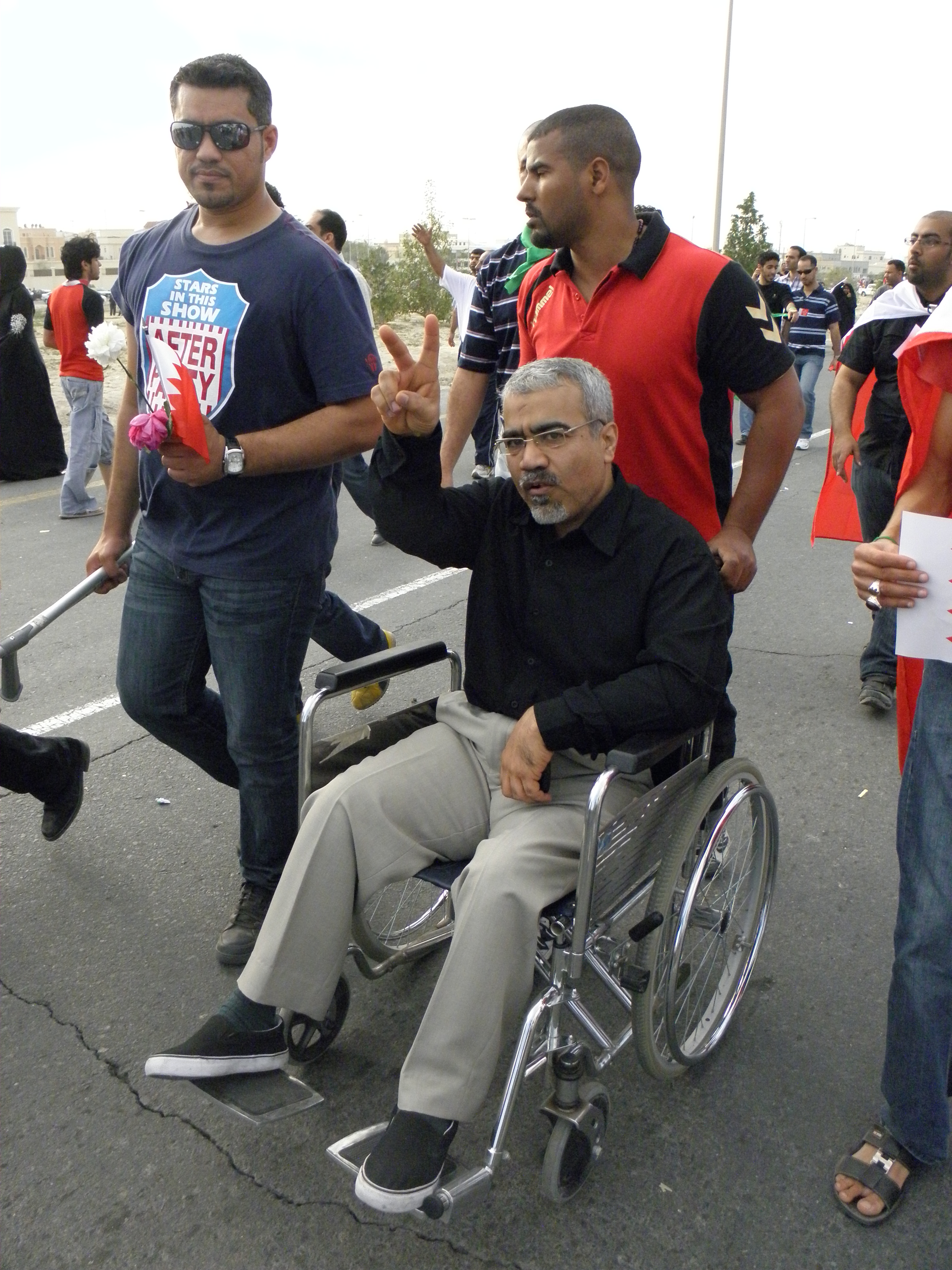
Al-Singace bei den Protesten von 2011 in seinem Rollstuhl

Abduljalil Abdulla al-Singace (arabisch عبدالجليل عبدالله السنكيس; geb. 15. Januar 1962 in Bahrain) ist ein Ingenieur, Blogger und Menschenrechtsaktivist. Er wurde ab 2009 wegen seiner Menschenrechtsaktivitäten mehrfach verhaftet. 2011 wurde er wegen seiner Beteiligung an den Protesten in Bahrain verhaftet, mutmaßlich gefoltert und sexuell missbraucht und zu einer lebenslangen Haft verurteilt.

## Biographie
Abduljalil al-Singace kam 1962 in Bahrain zur Welt. Bereits in jungen Jahren entwickelte sich eine Gehbehinderung, weshalb er auf den Gebrauch von Gehhilfen oder eines Rollstuhls angewiesen ist. Er studierte Ingenieurwissenschaften und wurde außerordentlicher Professor an der Universität von Bahrain. Bis 2005 war er Leiter des Fachbereichs Maschinenbau.

### Aktivismus
Al-Singace engagierte sich bei der schiitisch-islamischen Gemeinschaft al-Wifaq und wurde Mitglied des Vorstands. 2005 trat er zurück und schloss sich der neugegründeten Haqq-Bewegung an, die sich zugespitzter in Opposition zur sunnitischen Führungsschicht Bahrains positionierte. Er wurde Leiter des Menschenrechtsbüros und Sprecher der Bewegung. In der Folge wurde er aus seiner Leitungsposition an der Universität entlassen. Al-Singace startete mit der Veröffentlichung eines Blogs mit dem Titel „Al-Faseelah“, in dem er sich kritisch mit den Einschränkungen der Freiheit in Bahrain auseinandersetzte. Während eines Besuchs von US-Präsident George W. Bush in Bahrain im Jahr 2008 versuchte al-Singace, ihm eine Petition mit 80.000 Unterschriften zu überreichen, in der er gegen das Demokratiedefizit in Bahrain protestierte und die Ausarbeitung einer demokratischen Verfassung forderte. Im Januar 2009 wurde er verhaftet. Ihm wurde vorgeworfen, er habe an einem „Terroranschlag“ teilgenommen und seine Blog-Artikel hätten „Hass gegen das Regime geschürt“. Sein Blog wurde im Februar desselben Jahres von den Behörden gesperrt, worauf das Bahrain Centre for Human Rights eine Briefkampagne startete, in der die Behörden aufgefordert wurden, „die Meinungsfreiheit zu respektieren, insbesondere für Menschenrechtsverteidiger“. Al-Singace wurde aufgrund des internationalen und lokalen Drucks bald freigelassen und schließlich vom König begnadigt.
Im Juni 2009 forderte al-Singace in einen Kommentar für die New York Times US-Präsident Barack Obama auf, mit der muslimischen Welt nicht über Demokratie zu sprechen, es sei denn, er wolle sie wirklich anstreben.

### 2010 Verhaftung
Im August 2010 sprach er auf einer Konferenz im britischen House of Lords, auf der er den Umgang Bahrains mit Menschenrechtsfragen kritisierte. Als er am 13. August mit seiner Familie auf dem Bahrain International Airport landete, wurde er verhaftet. Die Sicherheitsbehörden warfen ihm vor, dass er „die im Königreich herrschende Meinungs- und Redefreiheit missbraucht“ habe. Später wurde erklärt, dass al-Singace wegen „Anstiftung zur Gewalt und zu terroristischen Handlungen“ verhaftet worden sei. Sein Anwalt Mohammed al-Tajer wurde im folgenden Jahr selbst von Sicherheitskräften verhaftet.
Al-Singace wurde bis Februar 2011 ohne Kontakt zur Außenwelt festgehalten. Er gab an, dass er in dieser Zeit in Einzelhaft gehalten und körperlich und psychisch gefoltert worden sei. Er kam kurzzeitig auf freien Fuß. Ab dem 14. Februar 2011 entwickelten sich die ausgedehnten Protesten des arabischen Frühlings in Bahrain. Am 17. März, zwei Tage nachdem der Perlenplatz von Demonstranten geräumt worden war, wurde al-Singace wieder verhaftet. Seine Familie gab an, dass mitten in der Nacht etwa vier Dutzend Polizisten, von denen einige in Zivil maskiert waren und einige einen saudischen Akzent sprachen, in ihr Haus einbrachen. Al-Singace sei während der Verhaftung geschlagen worden und in seiner Unterwäsche, ohne seine Brille und mit einer auf seinen Kopf gerichteten Waffe auf die Straße gezerrt worden. Sein ältester Sohn Husain (28 Jahre alt) wurde in der darauffolgenden Woche verhaftet und am 6. Oktober von einem Militärgericht zu sieben Jahren Gefängnis verurteilt.
Al-Singace wurde in das Militärgefängnis Al Qurain verlegt. Nach Angaben seiner Familie durfte al-Singace nur einmal im Monat ein Telefonat mit ihnen führen. Einem Bericht der Unabhängigen Untersuchungskommission Bahrain (BICI) zufolge war al-Singace verbaler, körperlicher und auch sexualisierter Gewalt ausgesetzt, er verlor mehr als 10 kg und litt infolgedessen unter zahlreichen gesundheitlichen Problemen.
Trotz seiner Behinderung wurde al-Singace gezwungen, längere Zeit ohne Krücken auf seinem gesunden Bein zu stehen, zwei Monate lang in Einzelhaft in einer 2 m × 3 m großen, dunklen Zelle zu verbringen und regelmäßig gedemütigt. Al-Singace gab in seiner Verhandlung auch an, dass ihm neun Wochen lang seine Brille und seine Medikamente abgenommen worden waren.

### Verurteilung 2011 und Reaktionen
Im Juni 2011 wurde al-Singace vor dem Nationalen Sicherheitsgericht angeklagt und wegen „Verschwörung zum Sturz“ der Regierung zu einer lebenslangen Haftstrafe verurteilt. Die Berufungskammer des Nationalen Sicherheitsgerichts bestätigte das Urteil am 28. September.
Das Komitee zum Schutz von Journalisten verurteilte die „atemberaubende Missachtung“ der Regeln für ordentliche Verfahren und grundlegender Menschenrechte durch die bahrainische Regierung. Reporter ohne Grenzen protestierte ebenfalls gegen das Urteil und erklärte, sein einziges Verbrechen sei die „freie Äußerung von Meinungen, die denen der Regierung widersprechen“. Der English PEN zeigte sich „schockiert“ und startete eine Briefkampagne, in der die „sofortige und bedingungslose Freilassung“ von al-Singace gefordert wurde. Der bahrainische Presseverband bezeichnete das Urteil als „unfair und empörend“, es verstoße gegen alle Rechts- und Menschenrechtsstandards.
Amnesty International erinnert regelmäßig an die anhaltende menschenrechtswidrige Inhaftierung al-Singaces, der sich seit 2021 aus Protest gegen die Haftbedingungen immer wieder im Hungerstreik befindet.
Am 13. August 2022 forderten mehrere Menschenrechtsorganisationen in einer gemeinsamen Erklärung von König Hamad bin Isa Al Chalifa die sofortige Freilassung al-Singaces. 2022 wurde er mit dem International Writer of Courage Award des PEN Pinter Prizes ausgezeichnet.
Im September 2023 äußerten die UN-Sonderberichterstatterin zur Lage von Menschenrechtsverteidigern Mary Lawlor, der UN-Sonderberichterstatter zu den Rechten von Behinderten Gerard Quinn und die UN-Arbeitsgruppe gegen willkürliche Inhaftierungen sich alarmiert über den schlechten Gesundheitszustand von al-Singace und anderen in Bahrain inhaftierten Menschenrechtsverteidigern. Die medizinische Versorgung sei nachlässig und die Pflege mangelhaft. Ihre Inhaftierung und die Misshandlungen, denen sie im Gefängnis ausgesetzt waren, verletzten grundlegende Menschenrechte, wie sie in den Mindestgrundsätzen der Vereinten Nationen für die Behandlung der Gefangenen (Nelson-Mandela-Regeln) festgelegt sind.